# KGM Korando
Ssangyong Korando – samochód terenowy, a następnie SUV i crossover klasy kompaktowej produkowany pod południowokoreańską marką SsangYong w latach 1983–2023 oraz przez południowokoreańskie przedsiębiorstwo KG Mobility jako KGM Korando od 2023 roku. Od 2019 roku oferowana jest czwarta generacja modelu.

## Pierwsza generacja

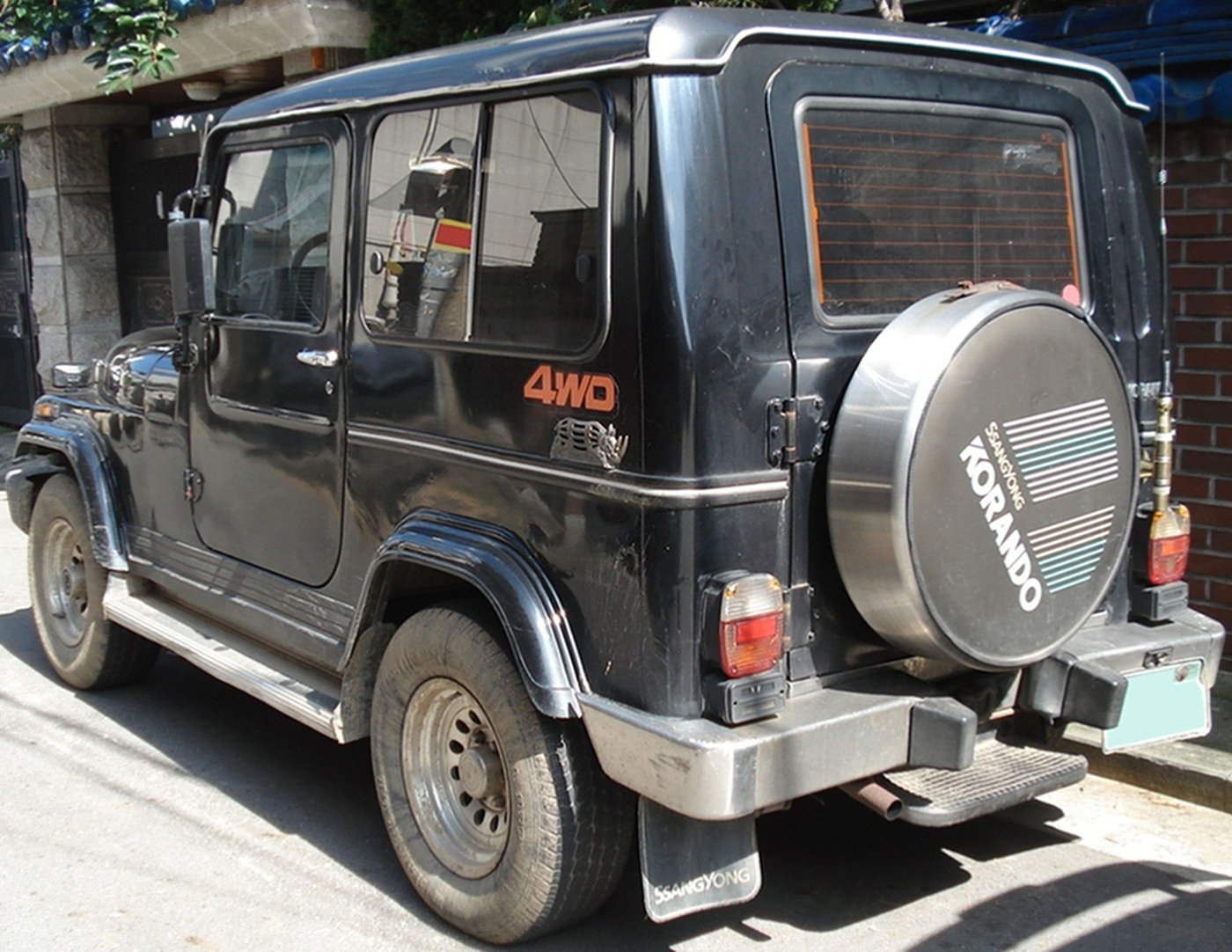
SsangYong Korando I – tył

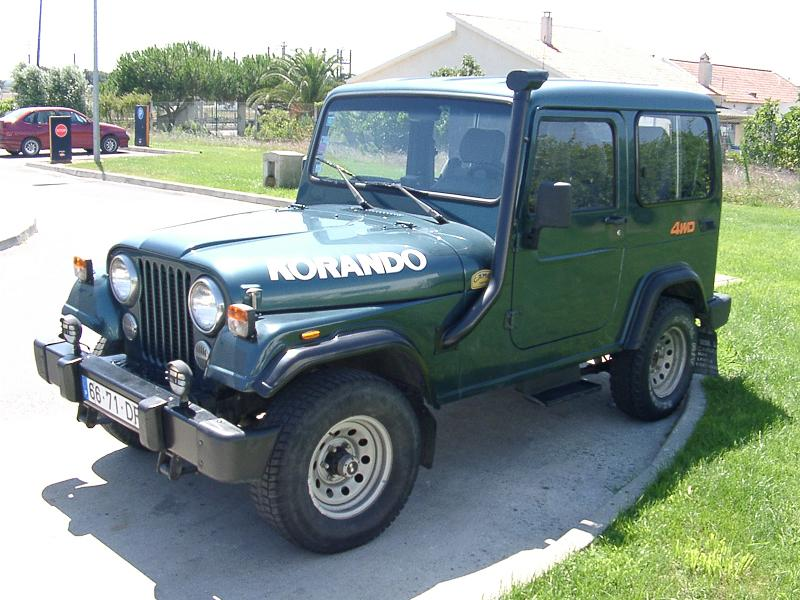
SsangYong Korando I po liftingu

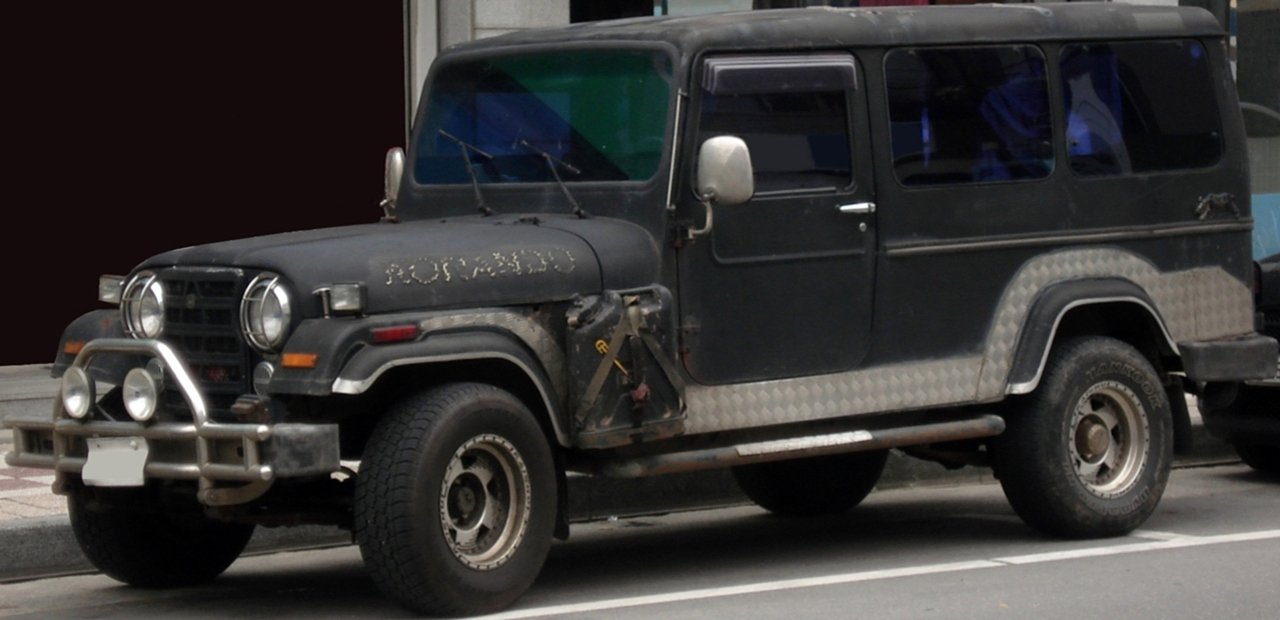
SsangYong Korando I K9

Keohwa Korando została zaprezentowana po raz pierwszy w 1983 roku.
Model Korando pojawił się w ofercie niewielkiego, południowokoreańskiego przedsiębiorstwa Keohwa jako zmodyfikowany wariant produkowanego dotychczas lokalnie na licencji Jeepa CJ przez joint-venture Shijina i AMC. Keohwa Korando była oferowana w wariancie otwartym, jak i zamkniętym.
Po wchłonięciu przedsiębiorstwa Keohwa przez Dong-A Motors, samochód w grudniu 1984 roku zmienił nazwę na Dong-A Korando.
W 1986 roku, w związku z fuzją Dong-A Motors i Ssangyong Business Group, nowy producent Korando przyjął nową nazwę SsangYong Motor, która skutkowała drugim i zarazem ostatnim przemianowaniem niewielkiego samochodu terenowego na SsangYong Korando.

### Korando K9
Nowy właściciel zdecydował się zainwestować w rozwój gamy modelowej Korando, poza wariantem z twardym i miękkim składanym dachem, poszerzając portfolio także o wydłużony, 9-osobowy wariant Korando K9. Większy rozstaw osi zapewniał przede wszystkim znacznie przestronniejszą kabinę pasażerską.

### Sprzedaż
Po przyjęciu nazwy SsangYong, przedsiębiorstwo zdecydowało się na poszerzenie zakresu działalności poza wewnętrzny rynek i rozpoczęło eksport poza granice Korei Południowej. W pierwszej kolejności wybrano Japonię, a następnie rynek europejski, zaczynając od Norwegii, a kontynuując na Niemczech i Francji.

### Silniki
- L4 1.3l Isuzu Diesel
- L4 1.8l Isuzu Diesel
- L4 2.8l Isuzu Diesel
- L4 2.5l Peugeot Diesel

## Druga generacja

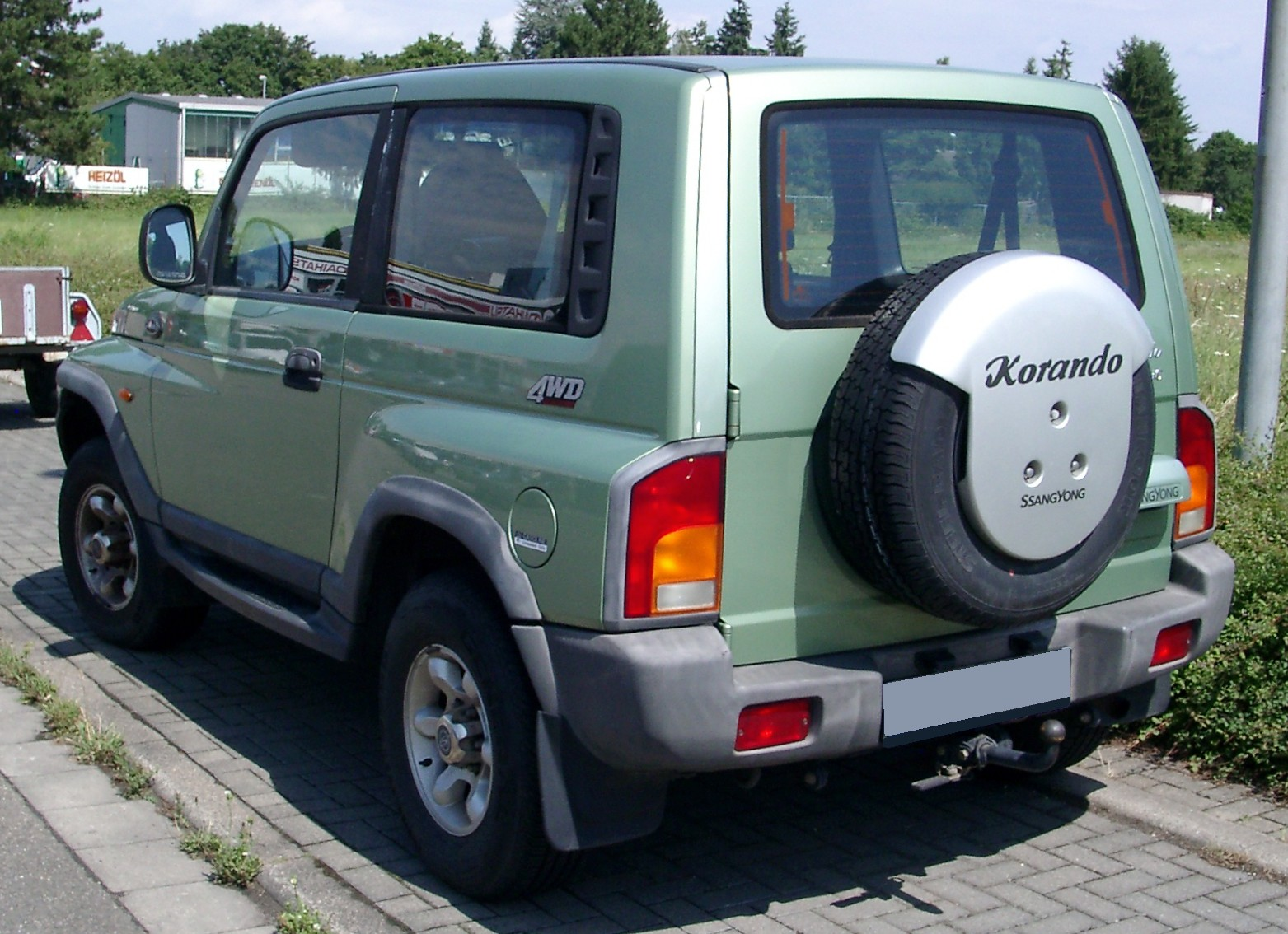
SsangYong Korando II – tył

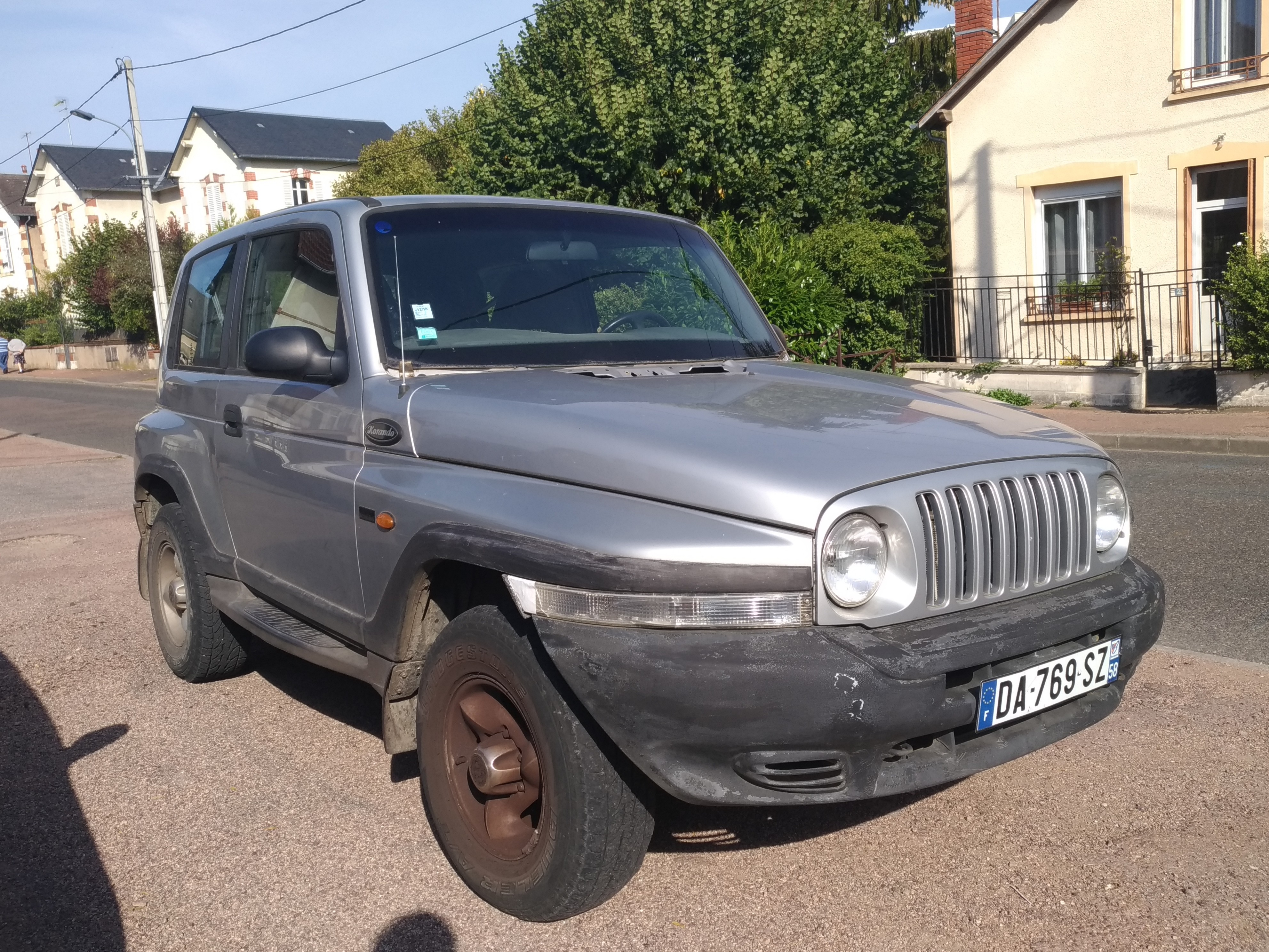
Daewoo Korando II po liftingu

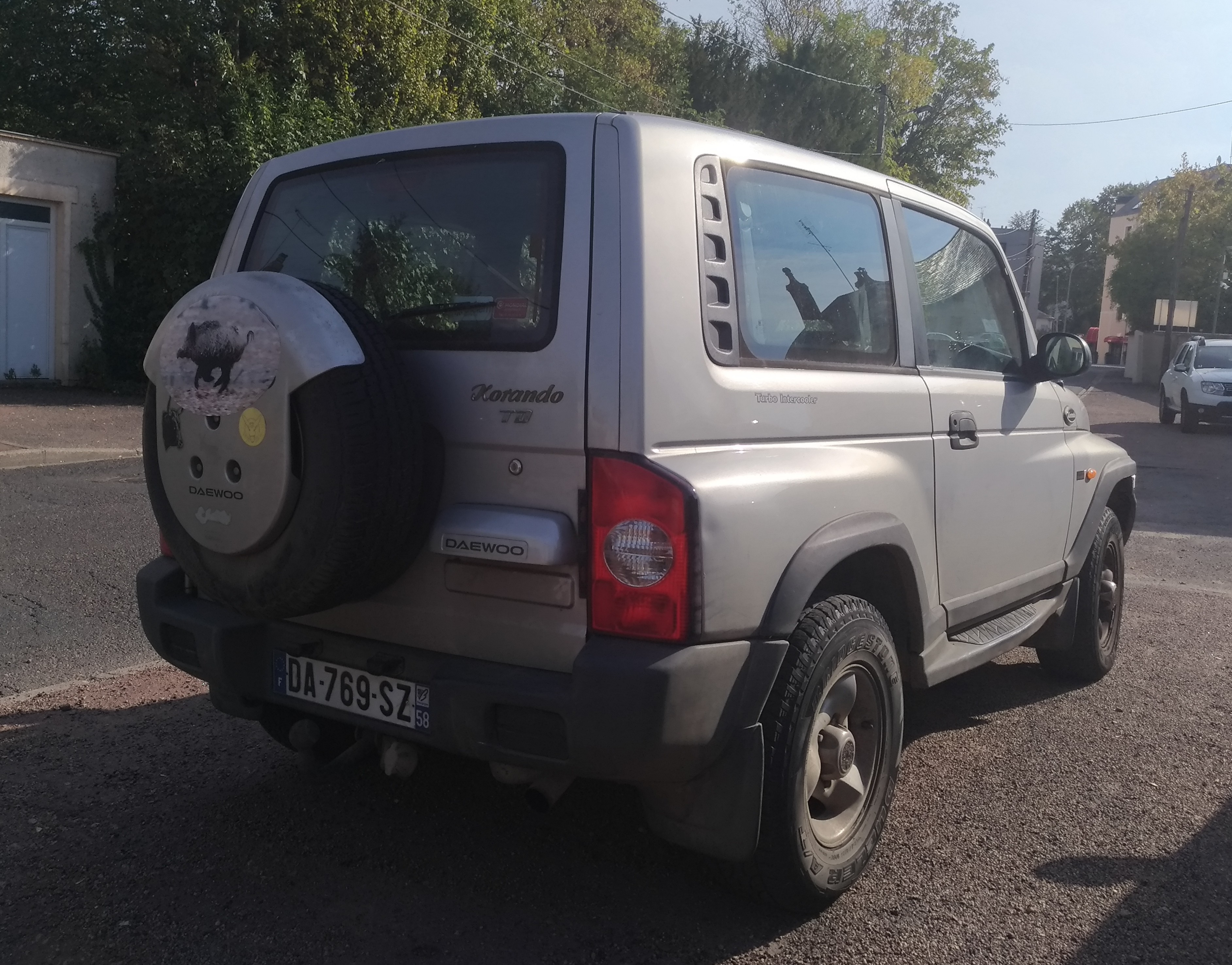
Daewoo Korando II – tył po liftingu

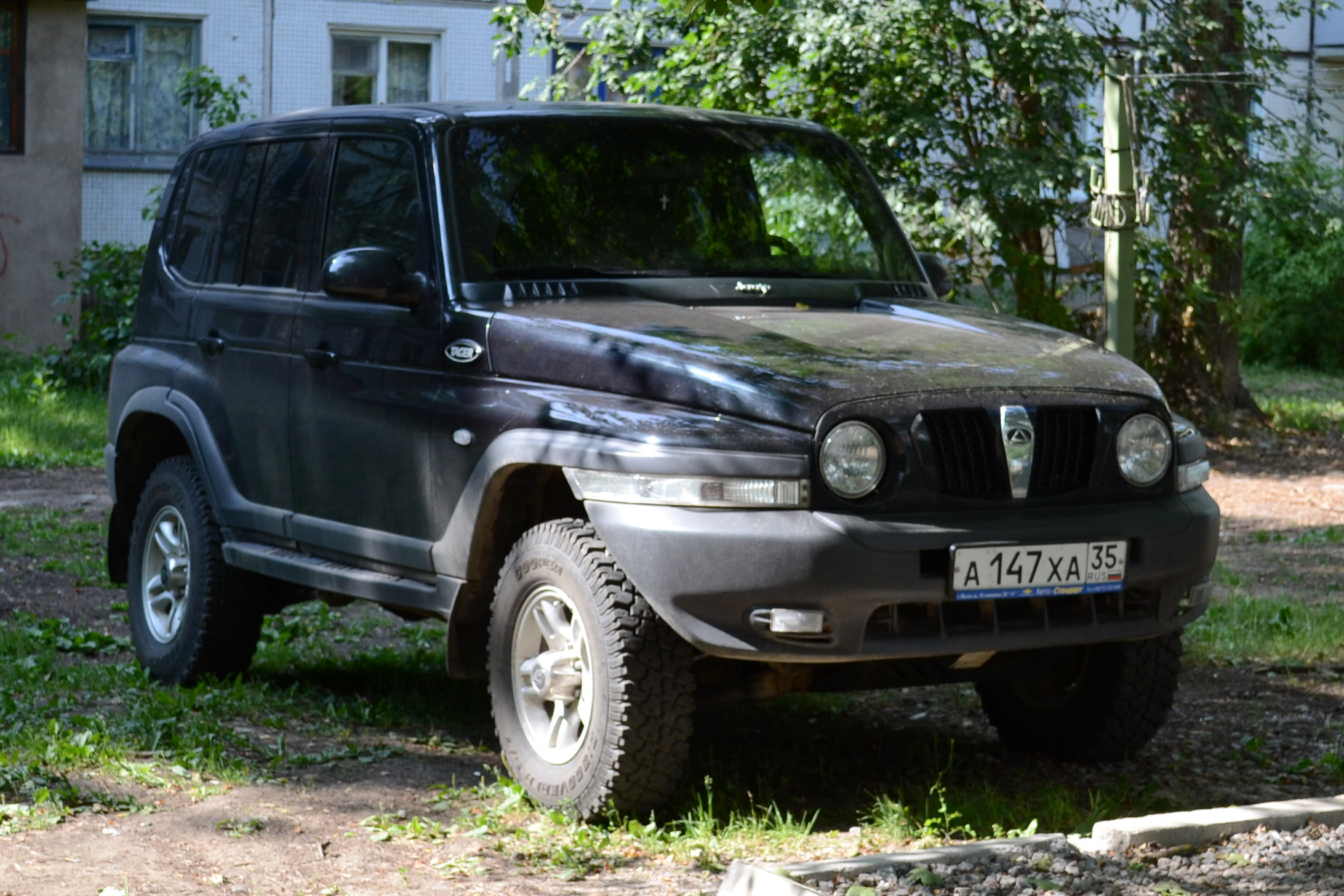
rosyjski TagAZ Tager 5D

SsangYong Korando II został zaprezentowany po raz pierwszy w 1996 roku.
Korando drugiej generacji przeszło obszerną metamorfozę w stosunku do poprzednika, z małego samochodu terenowego wywodzącego się z technologii Jeepa stając się większym SUV-em o bardziej cywilnym charakterze. Awangardowa stylizacja autorstwa Kena Greenly'ego wyróżniała się masywnie zarysowanymi przednimi nadkolami, a także podłużnymi kierunkowskazami w kształcie wąskich pasków i wąsko rozstawionymi okrągłymi reflektorami.
Tylną część nadwozia zdobiło duże, zamontowane na klapie koło zapasowe, zarówno w przypadku wariantu 3-drzwiowego, jak i 2-drzwiowego kabrioleta z miękką, składaną tylną częścią nadwozia.
Do napędu służyły jednostki benzynowe o pojemności 2,3 oraz 3,2 litra oraz wysokoprężny o pojemności 2,9 l. Wszystkie jednostki napędowe produkowane były na licencji Mercedesa.

### Zmiana nazwy
Po przejęciu pogrążonego w długach SsangYonga przez konglomerat Daewoo w 1997 roku, modele południowokoreańskiego producenta zmieniły markę. W ten sposób do 2001 roku sprzedawano go pod nazwą Daewoo Korando, przy okazji przeprowadzając drobną restylizację. Zmienił się kształt atrapy chłodnicy, a także zmieniono wypełnienie lamp tylnych.
Jako Daewoo Korando pojazd był również montowany w uproszczonym standardzie SKD od końca 1998 do 2000 roku w firmie Daewoo Motor Polska w Lublinie. W ciągu niespełna dwóch lat sprzedano 123 egzemplarze.

### Rosja
W 2008 roku rosyjskie przedsiębiorstwo TagAZ kupiło licencję od SsangYonga na wznowienie produkcji dwóch modeli w lokalnych zakładach w Taganrogu. W ten sposób, oprócz Musso, do sprzedaży trafił w Rosji także model TagAZ Tager, pozostając w produkcji do 2014 roku. TagAZ opracował także nieznaną wcześniej wydłużoną odmianę 5-drzwiową.

### Silniki
- L4 2.3l M111
- L4 2.4l OM601
- L5 2.9l OM602
- L6 3.2l M104

## Trzecia generacja

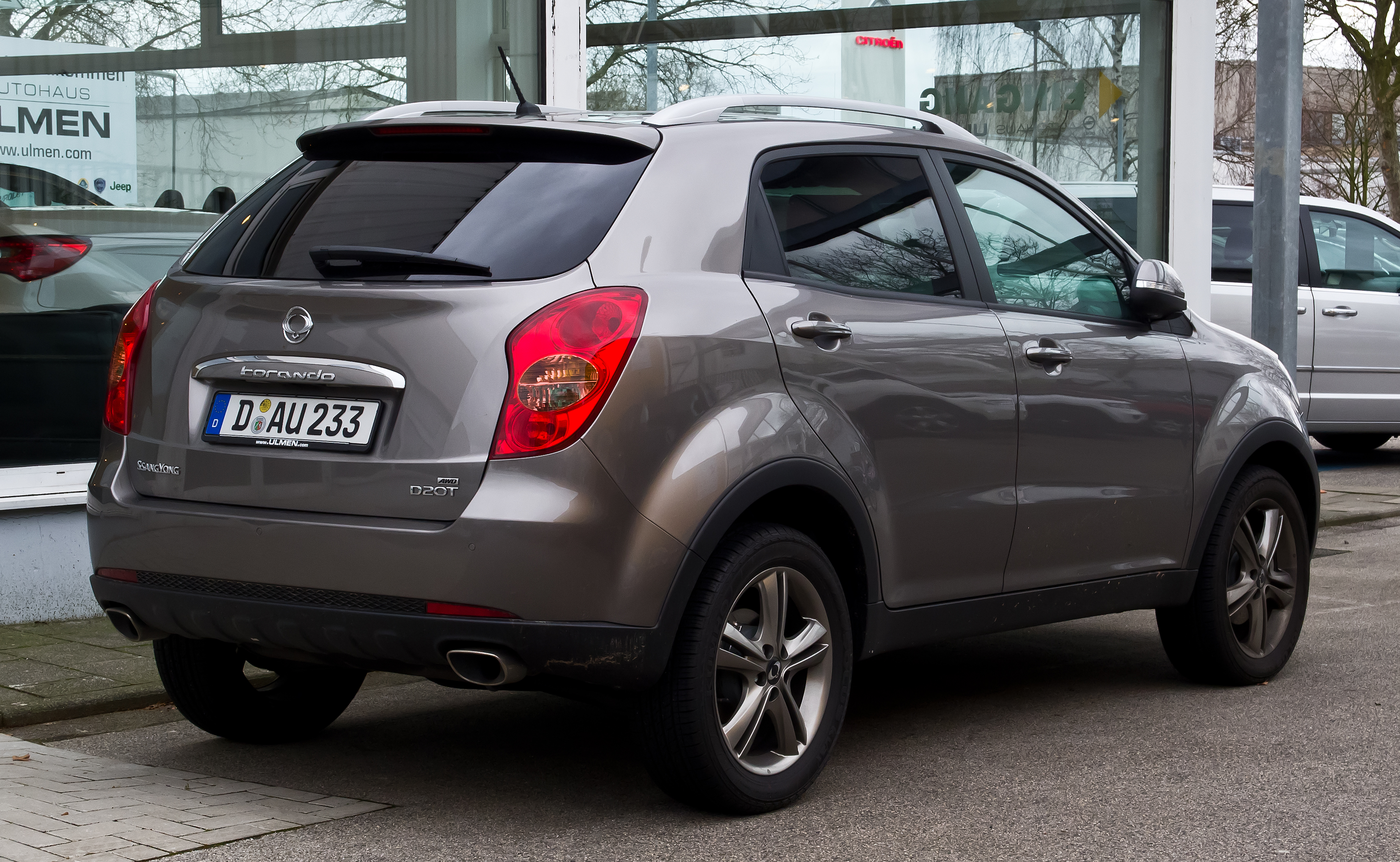
SsangYong Korando III – tył

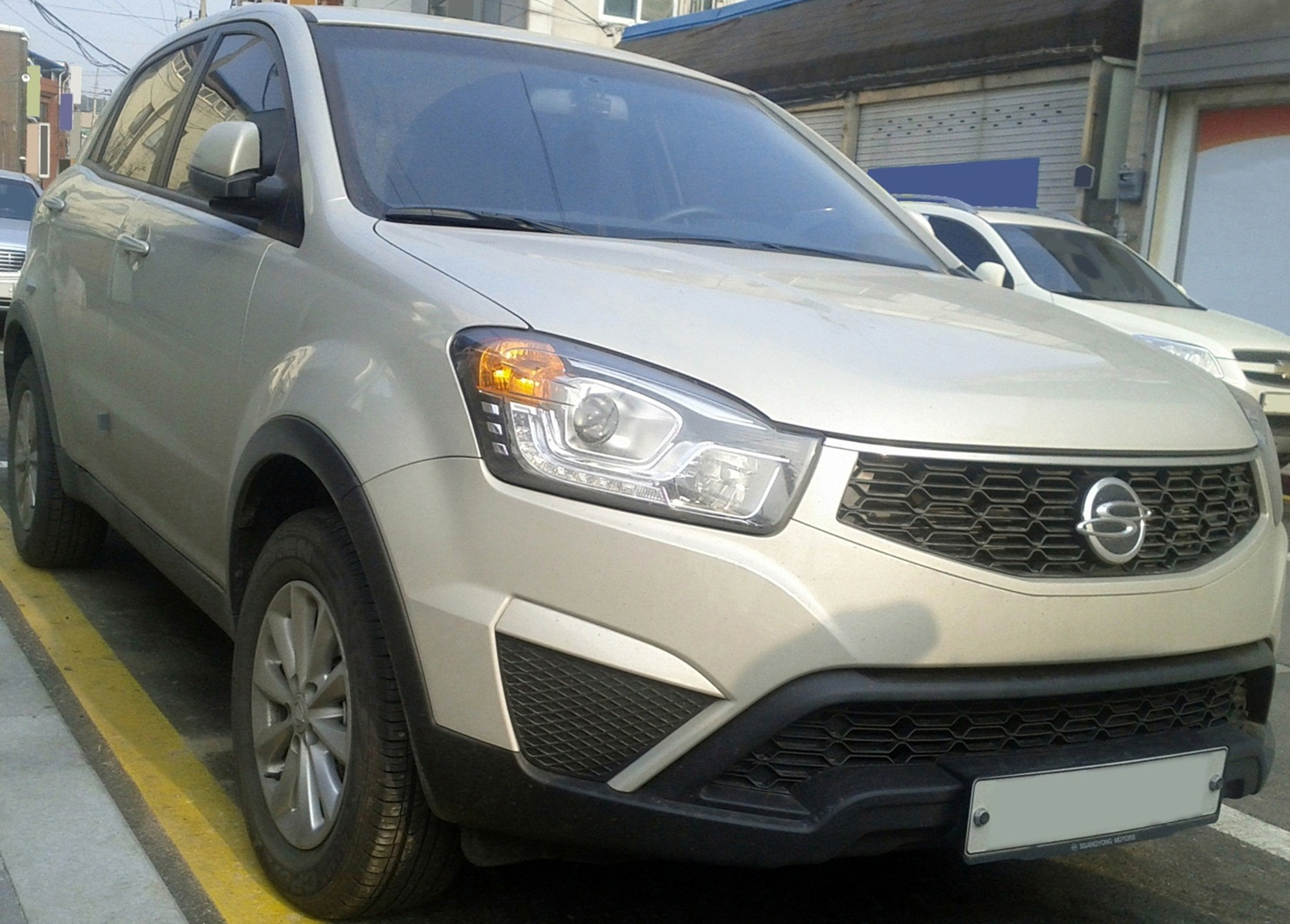
SsangYong Korando III po liftingu

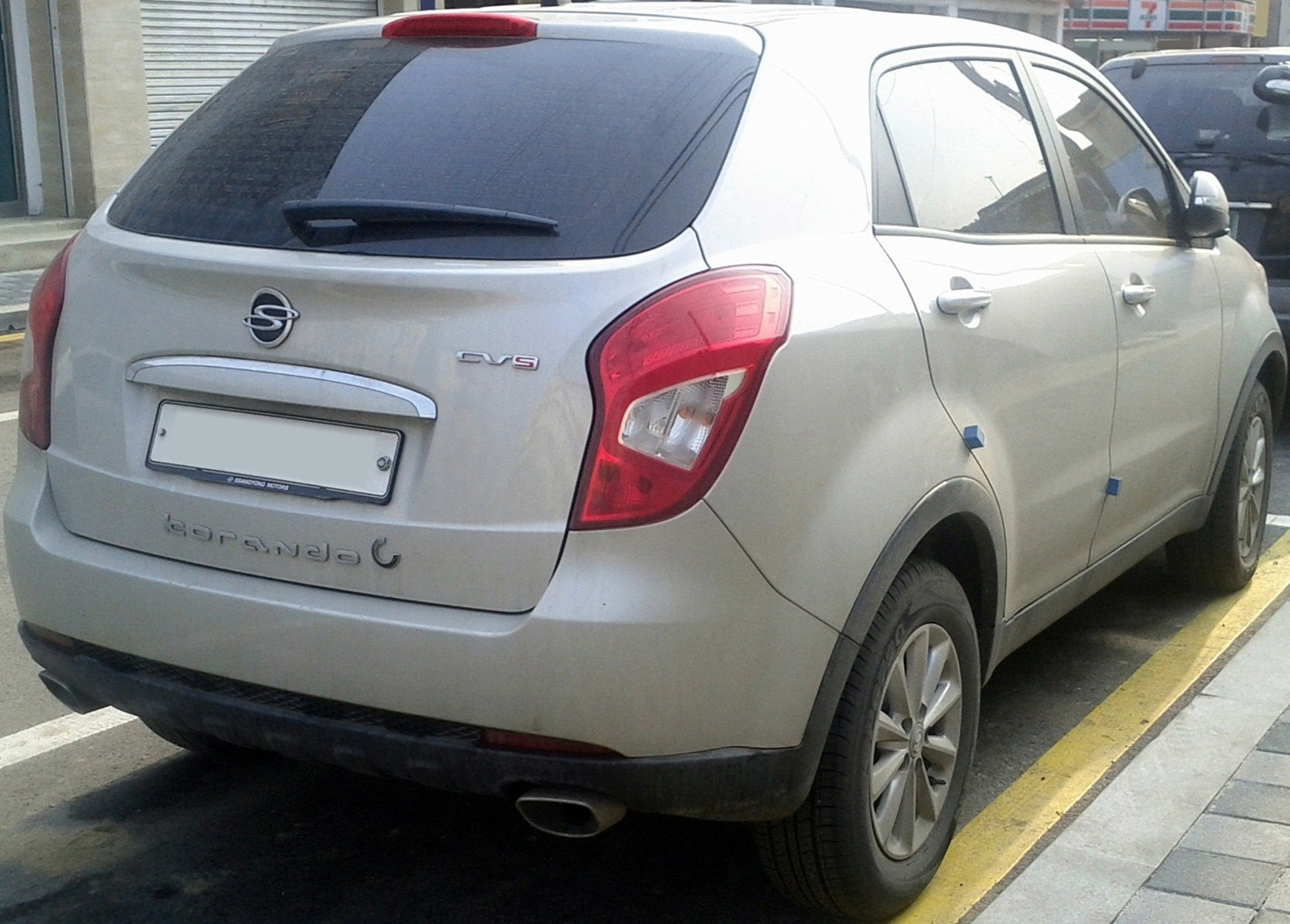
SsangYong Korando III – tył po liftingu

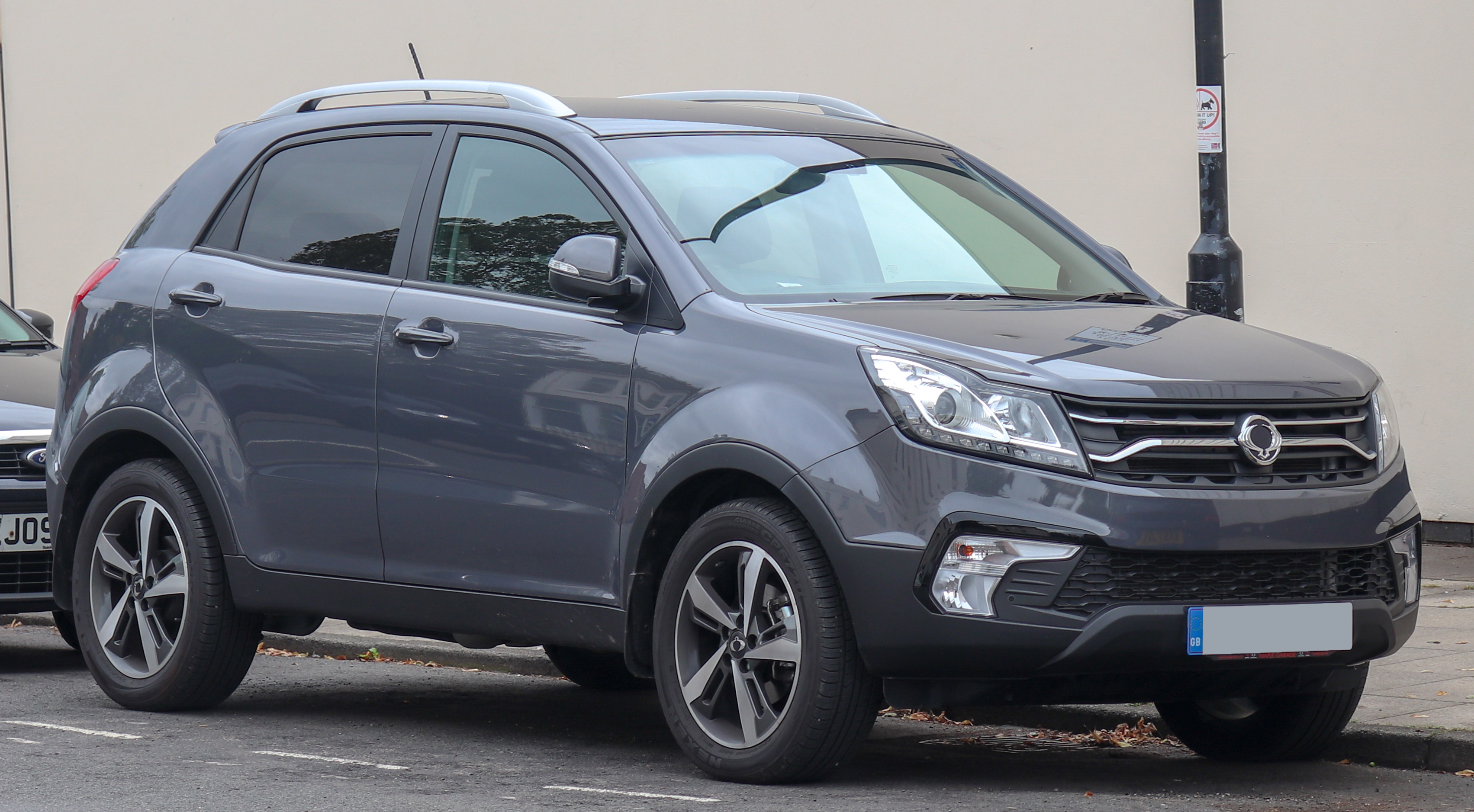
SsangYong Korando III po drugim liftingu

SangYong Korando III został zaprezentowany po raz pierwszy w 2010 roku.
Po 4 latach przerwy, SsangYong zdecydował się powrócić do nazwy Korando na rzecz kompaktowego crossovera, który zastąpił kontrowersyjnie stylizowanego SUV-a Actyon. W przeciwieństwie do poprzednika, samochód otrzymał bardziej klasycznie zarysowaną, zaokrągloną sylwetkę, którą opracowało włoskie studio projektowe Italdesign Giugiaro. Z modelem Korando SsangYong powrócił oficjalnie do sprzedaży w Polsce wiosną 2011 roku po dwuletniej przerwie.
Kabina pasażerska utrzymana została w kanciastym, prostym wzornictwie wyróżniając się pionową konsolą centralną, prostokątnie ukształtowanymi przyrządami i materiałami wykończeniowymi łączącymi imitację chromu ze skórą.

### Restylizacje
Na początku 2012 roku, podczas targów motoryzacyjnych w Genewie, zaprezentowano samochód po obszernej modernizacji. Samochód wyróżniał się m.in. zmodyfikowanymi reflektorami, innym kształtem atrapy chłodnicy i zderzaków, a także przemodelowaną deską rozdzielczą i zmodernizowanym silnikiem Diesla. Oprócz tego wprowadzono oszczędniejszy wariant silnika Diesla oraz nowy silnik benzynowy o pojemności 2 litrów. Producent poprawił też jakość materiałów użytych do wykończenia wnętrza.
W marcu 2017 roku Korando trzeciej generacji przeszło kolejną restylizację, która ponownie przyniosła m.in. zmiany w wyglądzie pasa przedniego. Pojawiły się bardziej agresywnie zarysowane reflektory, a także zmodyfikowany kształt zderzaków i nowy układ diod w tylnych lampach. W kabinie pasażerskiej pojawił się większy ekran systemu multimedialnego.

### Rosja
Trzecia generacja Korando była sprzedawana w Rosji i Kazachstanie pod nazwą SsangYong New Actyon, równolegle ze starszym modelem, który był oferowany na tym rynku przez 7 kolejnych lat.

### Silniki
- L4 2.0l
- L4 2.0l Diesel
- L4 2.2l Diesel

## Czwarta generacja

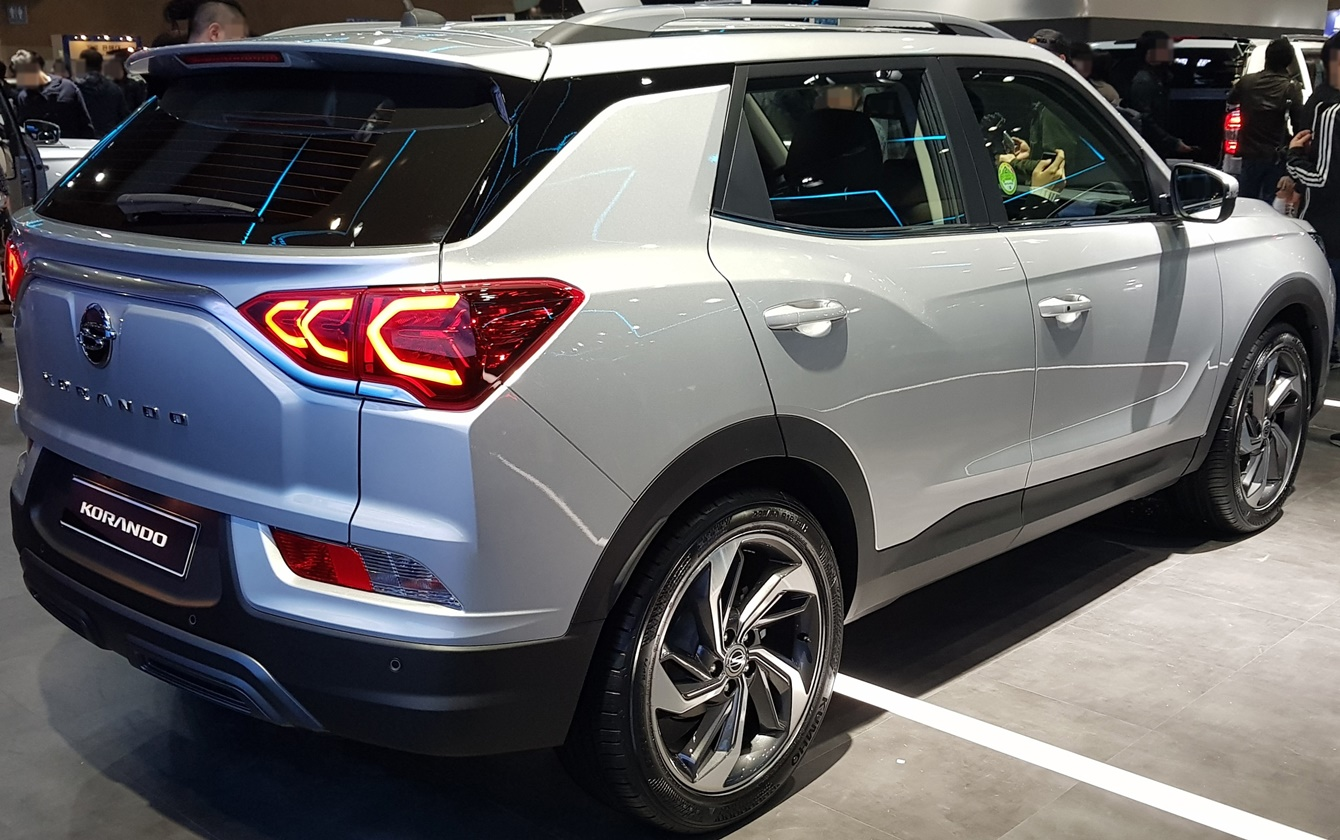
SsangYong Korando IV – tył

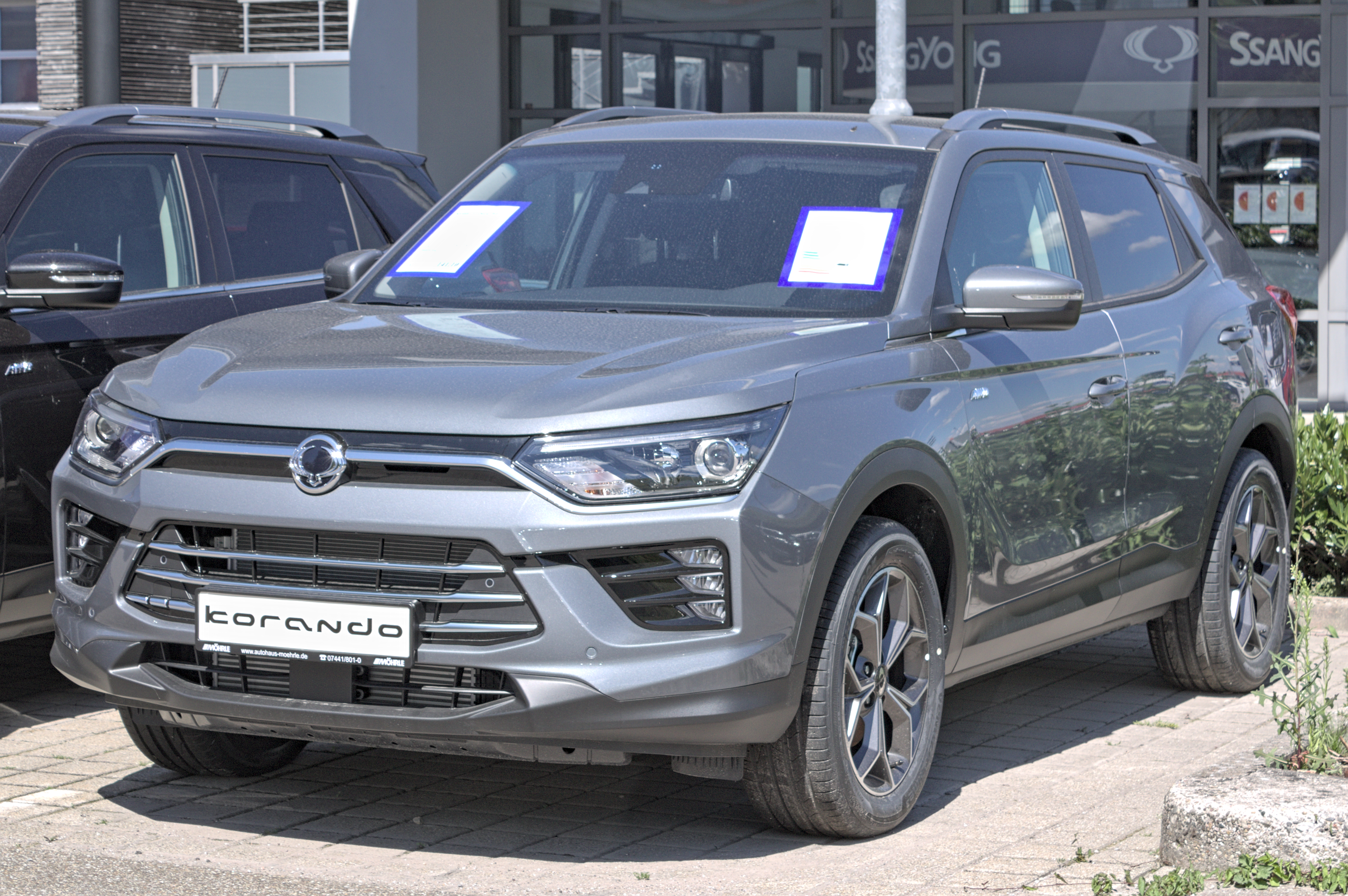
europejski SsangYong Korando IV

SsangYong Korando IV został zaprezentowany po raz pierwszy w 2019 roku.
Pierwsza od 9 lat zupełnie nowa generacja Korando powstała od podstaw jako nowy model. Stylistyka pojazdu nawiązuje do przedstawionego w 2016 roku prototypu SIV-2, charakteryzując się niższym i szerszym nadwoziem, a także bardziej agresywnie zarysowanymi reflektorami i większymi wlotami powietrza w zderzaku.
Wewnątrz pojawił się nowy, cyfrowy zestaw wskaźników Blaze Cockpit, który tworzy 10,25-calowy ekran wykonany w technologii LCD HD. Centralna konsola może być wyposażona w 8-calowy wyświetlacz Smart Audio, który obsługuje między innymi łączność z urządzeniami mobilnymi poprzez aplikacje Android Auto oraz Apple CarPlay lub 9-calowy wyświetlacz dodatkowo obsługujący nawigację TomTom. W kabinie pasażerskiej wygospodarowano relatywnie dużo przestrzeni zarówno dla pasażerów, jak i bagażu przewożonego w przedziale bagażowym, którego pojemność wyniosła 551 litrów.
Nastrój we wnętrzu samochodu można dostosować za pomocą dodatkowego oświetlenia Mood Light, dzięki któremu można dobrać kolor oświetlenia do indywidualnych preferencji. Samochód posiada prześwit wynoszący 18,2 cm.
W Polsce samochód został zaprezentowany w dniach 25–27 października 2019 na targach motoryzacyjnych w Warszawie, z kolei do sprzedaży trafił wiosną 2020 roku.

### Wersje wyposażenia
- Amber
- Quartz
- Onyx
- Sapphire

### Silniki
- L4 1.5l e-XGi
- L4 1.6l e-XDi

### Korando e-Motion

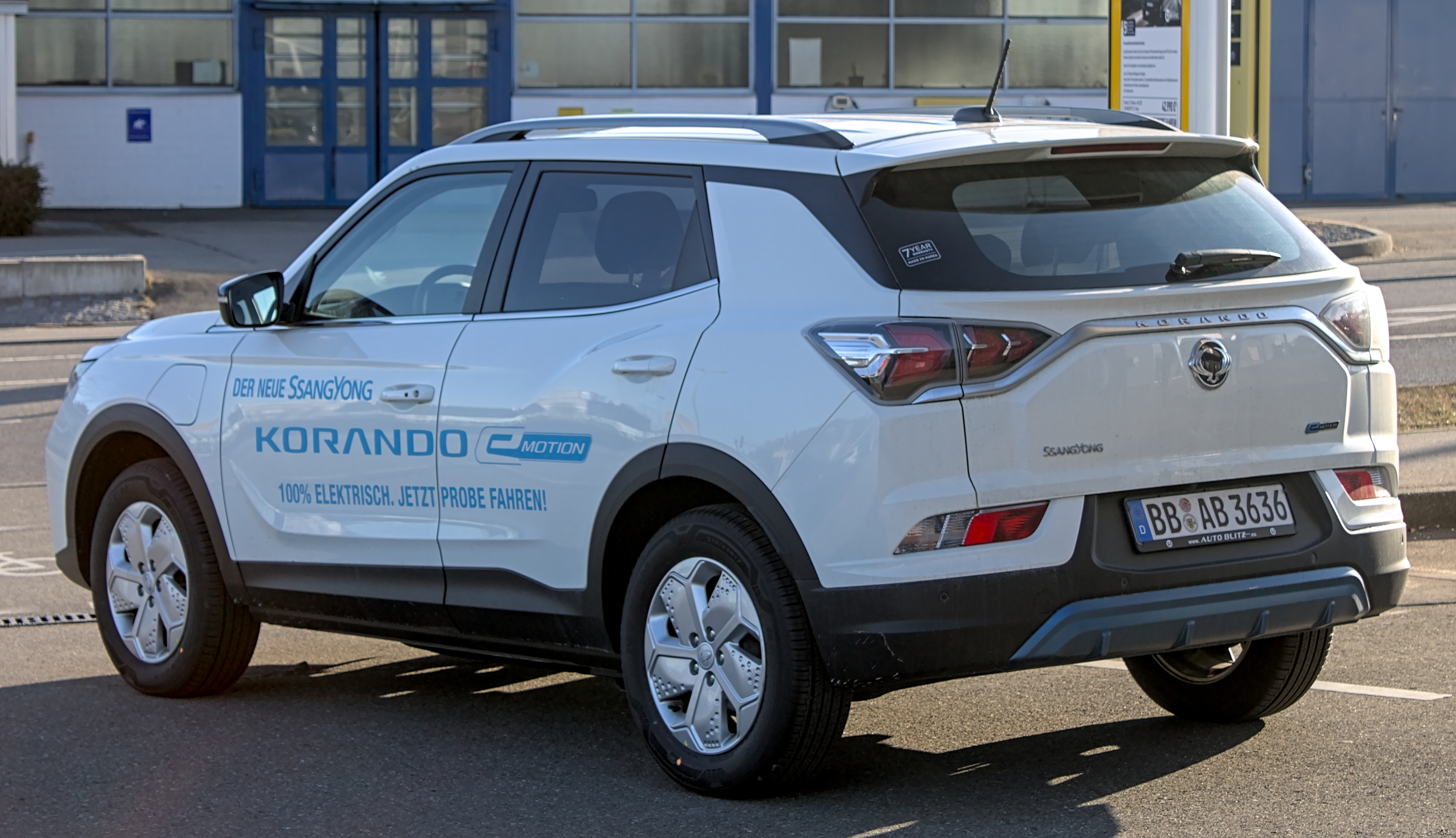
SsangYong Korando e-Motion – tył

SsangYong Korando e-Motion został zaprezentowany po raz pierwszy w 2021 roku.
W 2016 roku SsangYong rozpoczął prace nad pierwszym w swojej historii samochodem elektrycznym, w listopadzie 2019 roku zapowiadając, że pojazd powstanie na bazie Korando pod roboczą nazwą Korando EV i zadebiutuje na początku 2021 roku. W grudniu oficjalnie potwierdzono nazwę elektrycznego wariantu pojazdu jako Korando e-Motion, ostatecznie prezentując go oficjalnie nieco ponad pół roku później.
Zmiany wizualne objęły m.in. aluminiową maskę, aerodynamicznie ukształtowane panele nadwozia oraz futurystyczny przód z węższą imitacją wlotu powietrza. Pojazd zyskał także pionowe diody do jazdy dziennej wykonane w technologii LED, a ponadto – akcenty w nadwoziu barwy niebieskiej widoczne m.in. w przednim zderzaku i lusterkach. Koła przyozdobiły aerodynamiczne kołpaki dostosowane do specyfiki napędu.

### Sprzedaż
Produkcja elektrycznego Korando rozpoczęła się w połowie czerwca 2021 roku. W momencie debiutu producent określił plan rozpoczęcia sprzedaży pojazdu w Europie w ostatnich tygodniach 2021 roku.

### Dane techniczne
Pojazd został wyposażony w silnik elektryczny o mocy 191 KM oraz akumulatory firmy LG Chem o pojemności 61,5 kWh. Dzięki temu, samochód może przejechać do 350 kilometrów na jednym ładowaniu według normy WLTP lub 420 kilometrów według normy NEDC. Prędkość maksymalna Korando e-Motion została ograniczona elektronicznie do 150 km/h.